# Little Voice
 (décembre 2020).
Si vous disposez d'ouvrages ou d'articles de référence ou si vous connaissez des sites web de qualité traitant du thème abordé ici, merci de compléter l'article en donnant les références utiles à sa vérifiabilité et en les liant à la section « Notes et références ».
Pour plus de détails, voir Fiche technique et Distribution.
Little Voice est une comédie dramatique britannique réalisée par Mark Herman et sortie en 1998.

## Synopsis
Laura Hoff, surnommée « LV » par sa mère, habite le grenier d'une maison délabrée dans une impasse au cœur d'un petit port du nord de l'Angleterre.
Depuis la mort de son père, LV est silencieuse ; elle passe ses journées à écouter les disques qu'il lui a laissés.
Elle vit ainsi sous le charme de quelques interprètes de légende.
À l'étage au-dessous, Mari, sa mère, aussi vulgaire que bavarde est comme toujours en quête de nouveaux amants...

## Fiche technique
- Titre : Little Voice
- Réalisation : Mark Herman
- Scénario : Mark Herman d'après la pièce de théâtre The Rise and Fall of Little Voice de Jim Cartwright
- Musique : John Altman
- Photographie : Andy Collins
- Montage : Michael Ellis
- Production : Elizabeth Karlsen
- Société de production : Miramax et Scala Productions
- Pays :  Royaume-Uni
- Genre : Comédie dramatique, film musical et romance
- Durée : 97 minutes
- Dates de sortie : 
  -  Canada : 18 septembre 1998 (Festival international du film de Toronto)

## Distribution
- Brenda Blethyn (VF : Colette Venhard) : Mari Hoff
- Michael Caine (VF : Jean-Yves Chatelais)[1] : Ray Say
- Jane Horrocks (VF : Dorothée Pousséo) : Laura Hoff
- Jim Broadbent (VF : Michel Voletti) : M. Boo
- Ewan McGregor (VF : Fabrice Josso) : Billy
- Philip Jackson : George
- Annette Badland : Sadie
- Alex Norton : Bunnie Morris

 Source et légende : version française (VF) sur RS Doublage